# Friedrich Hammer (Theologe)
Friedrich Robert Karl Kaspar Hammer (* 28. April 1908 in Hamburg; † 10. November 1997 ebenda) war ein deutscher Theologe, Publizist und Heimatforscher.

## Leben und Wirken
Friedrich Hammer war ein Sohn des Mediziners Friedrich Georg Hammer und dessen Ehefrau Anna Auguste, geborene Grundmann. Nach der Geburt in Eimsbüttel besuchte er die Gelehrtenschule des Johanneums, die er 1926 mit der Reifeprüfung verließ. Unterricht unterhielt er dort unter anderem bei Carl Bertheau und Benno Diederich. Während eines Studiums der Evangelischen Theologie an der Universität Erlangen und der Universität Leipzig hörte er unter anderem bei Paul Althaus, Werner Elert, Franz Rendtorff und Ernst Sommerlath. Er bestand das erste theologische Examen 1930 in Hamburg. Danach arbeitete er für kurze Zeit als Vikar an St. Lukas in Fuhlsbüttel. Von hier wechselte er als Adjunkt an das Kirchliche Auslandsseminar in Ilsenburg. 1932 wurde er in der Michaeliskirche in Hamburg ordiniert. Danach arbeitete er als Hilfsprediger an mehreren Orten in Hamburg. Von 1934 bis 1938 wirkte er als Gefängnisseelsorger an der Justizvollzugsanstalt Fuhlsbüttel. 1934 übernahm er die Seelsorge an der Christianskirche in Ottensen, wo er mit Unterbrechungen bis zur Emeritierung 1976 blieb.

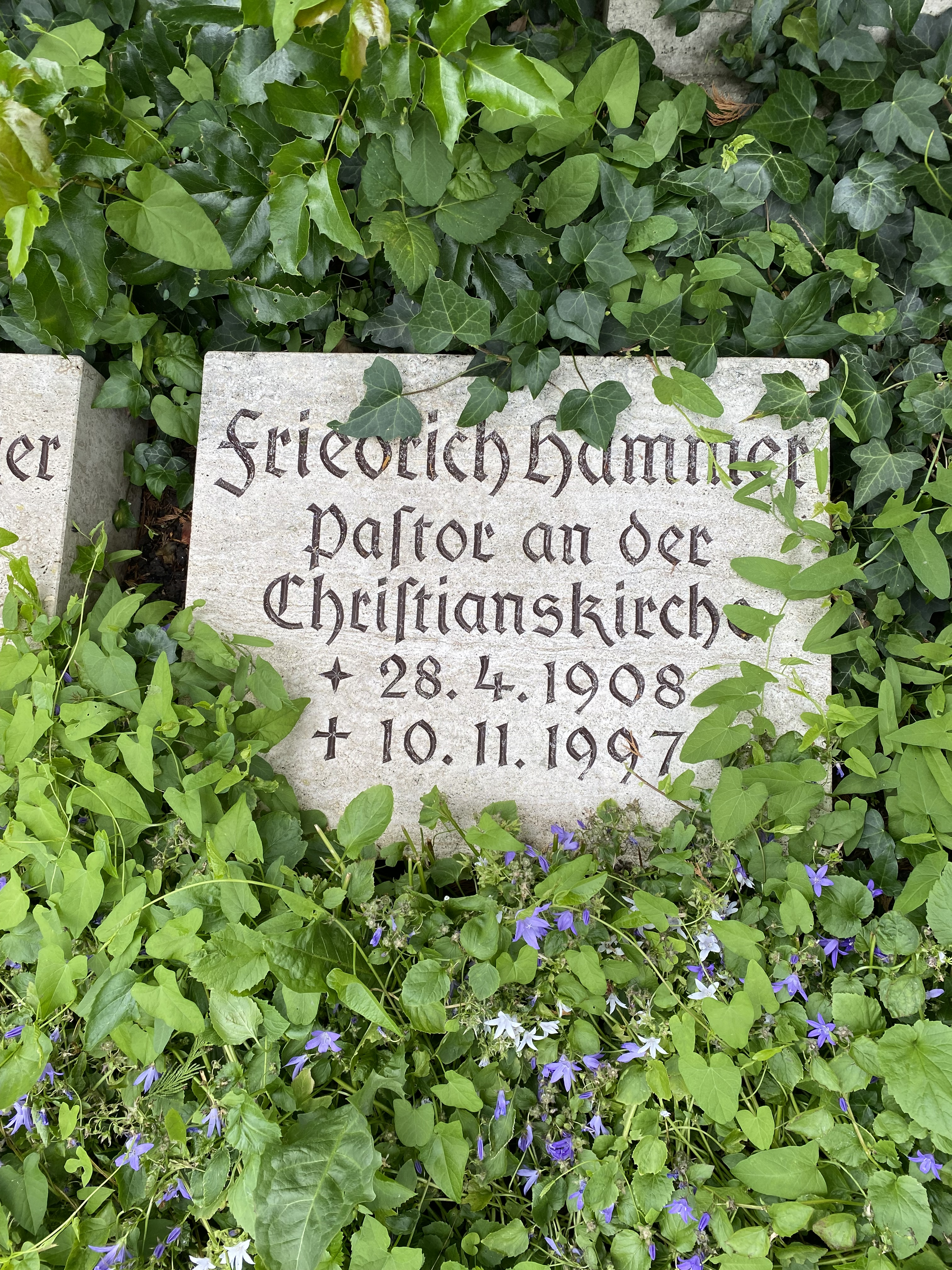
Kissenstein in der Familiengrabstätte auf dem Friedhof Bernadottestraße

Während der Zeit des Nationalsozialismus leistete Hammer von 1939 bis 1941 Kriegsdienst und wirkte anschließend bis 1945 als Kriegspfarrer. Über seine Haltung während dieser Zeit schrieb er selbst 1938, weder Mitglied der Deutschen Christen noch der „Bekenntnisfront“ zu sein. Zwischen späteren autobiografischen Publikationen und historischen Dokumenten sind jedoch Widersprüche zu finden: 1991 schrieb Hammer selbst, zum Nationalsozialismus eine „kritisch abwartende Meinung“ gehabt zu haben. Gemeindebriefe aus dieser Zeit signierte er jedoch „mit unserem deutschen Gruß: Heil Hitler!“ Als die Christianskirche 1938 ihr 200-jähriges Jubiläum feierte, empfahl sie der Theologe Hitler als „Hüterin des Klopstockgrabes als eines Nationalheiligtums“. Anfang 1939 schrieb er einen Aufsatz mit dem Titel „Soldatenglaube“. Darin forderte er den Leser auf, der Pflichterfüllung „im Dienst am Staat, im Dienst am Volk und im Ausgerichtetsein auf den Ernstfall“ unbedingt nachzukommen. Aufgrund von „Tapferkeit vor dem Feind“ erreichte er als Soldat 1940 den Rang eines Unteroffiziers. Auch als Kriegspfarrer erhielt er mehrere Auszeichnungen. Hierzu bestehen oberflächlich gehaltene „Tätigkeitsberichte als Kriegspfarrer 1941–1945“ im Hamburger Staatsarchiv. Hammer, der auch Hinrichtungen begleitete, rekapitulierte diese Zeit auch im Familienkreis nie.
Nach Kriegsende bestimmte ab 1945 anfangs der Wiederaufbau des zerstörten Kirchengebäudes in Ottensen Hammers Leben. In den 1960er Jahren ließ er die Einrichtungen der Gemeinde um ein Pastorat, eine Kindertagesstätte und ein Altenheim erweitern. Von 1961 bis 1978 engagierte er sich im Vorstand des Vereins für Hamburgische Geschichte. Von 1962 bis 1967 beteiligte er sich nebenamtlich im Landeskirchenrat. In den letzten Jahren vor der Emeritierung kümmerte sich Hammer insbesondere um die Altenpflege. Da er konservativ eingestellt war, kam es aufgrund des Zeitgeistes zunehmend zu Konflikten, darunter 1969/70 mit dem jungen Hilfsgeistlichen Jens Ball.
Hammer, der 1937 Sophie, geborene Hamann, geheiratet hatte, hinterließ bei seinem Tod vier gemeinsame Töchter. Bei seiner Trauerfeier in der Christianskirche sprach der Theologe Herwarth von Schade. Seine Beisetzung erfolgte auf dem Friedhof Bernadottestraße in Ottensen.

## Publikationen
Hammer schrieb erstmals vor dem Zweiten Weltkrieg. Er gab das Hamburger Gemeindeblatt heraus, für das er selbst Beiträge verfasste. 1938 erarbeitete er eine Chronik der Christianskirche. Dabei trug er aus Archiven viele bis dahin nicht bekannte Informationen zusammen, die er während des Krieges sicher verwahrte. 
Nach Kriegsende publizierte er umfangreich zu Kirchen- und Heimatgeschichte. Von 1945 bis 1949 leitete er die Presse- und Rundfunkstelle des Hamburgischen Landeskirchenamtes. 1946/47 gab er das Lutherische Gemeindeblatt heraus und von 1959 bis 1946 auch den Hamburger Kalender. Er schrieb regelmäßig für die wöchentlich erschienene Zeitung Die Kirche in Hamburg. Für die Zeitschrift des Vereins für Hamburgische Geschichte verfasste er mehrere Buchbesprechungen. Dazu gehörte eine Neuauflage des Altonaer Bekenntnisses oder der Biografie Franz Tügels, die nach dessen Tod erschien.
Im Ruhestand widmete sich Hammer weiteren Publikationen. Von 1981 bis 1983 beschrieb er in einer großen Serie in der Nordelbischen Kirchenzeitung Details der Christianskirche. Als besonders bedeutend gelten von ihm erstellte Verzeichnisse von Theologen in Schleswig-Holstein und Hamburg. Als Manuskript erschien 1995 Die Hamburger Pastorinnen und Pastoren seit der Reformation, an dessen zwei Bänden Hammer gemeinsam mit Herwarth von Schade gearbeitet hatte. 2009 erschien hiervon eine erweiterte, in Teilen neu verfasste Auflage.